# Ilha do Duque de Iorque (Antártida)
A ilha do Duque de Iorque é uma ilha montanhosa sem gelo com cerca de 4 km de extensão situada na zona sul da baía Robertson, costa norte da Terra de Vitória. Foi cartografada pela primeira vez em 1899 pela Expedição Antárctica Britânica, liderada por Carsten Borchgrevink, que lhe atribuiu o nome em homenagem ao então Duque de Iorque, mais tarde rei Jorge V do Reino Unido. Esta ilha fica localizada dentro dos limites conhecidos como costa Pennell, uma parte da Antártida situada entre o cabo Williams e o cabo Adare.